# Irena Krzywicka

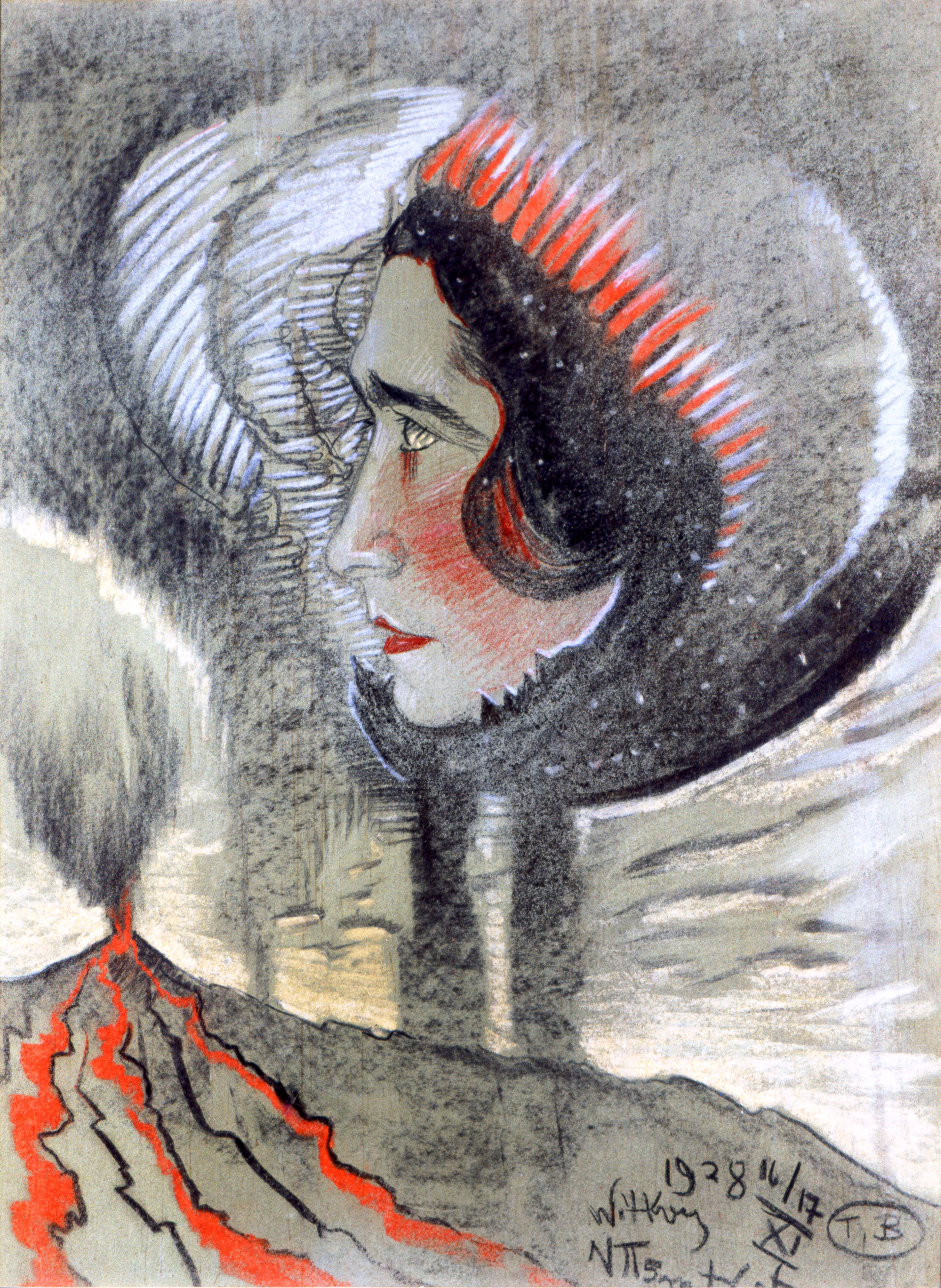
Stanisław Ignacy Witkiewicz, Portret Ireny Krzywickiej, 1928

Irena Krzywicka z domu Goldberg (ur. 28 maja 1899 w Jenisejsku, zm. 12 lipca 1994 w Bures-sur-Yvette) – polska pisarka żydowskiego pochodzenia, publicystka i tłumaczka literatury pięknej; feministka, propagatorka świadomego macierzyństwa, antykoncepcji i edukacji seksualnej; od 1965 mieszkała we Francji.

## Życiorys

### Młodość
Urodziła się w spolonizowanej rodzinie żydowskiej (lewicowej inteligencji). Jej rodzice byli działaczami socjalistycznymi, zesłanymi za swoją działalność polityczną w żydowskim ruchu samokształceniowym zbliżonym do Polskiej Partii Socjalistycznej na Syberię (gdzie się urodziła). Ojciec, Stanisław Goldberg (1872–1905), był z wykształcenia lekarzem, a matka, Felicja z domu Barbanel (1872–1956), była dentystką i następnie nauczycielką języka polskiego. Rodzice Krzywickiej poznali się w jednym z kółek socjalistycznych; zostali aresztowani za posiadanie nielegalnych dokumentów. Pobrali się w więzieniu w 1885 roku. W 1903 rodzina wróciła do Warszawy. Ojciec na zesłaniu zaraził się gruźlicą i zmarł dwa lata po powrocie, na co wpływ miało ponowne aresztowanie. Matka po śmierci męża wyszła ponownie za mąż za Jekutiela Portnoja (1872–1941), działacza Bundu. Swoją córkę wychowywała w duchu racjonalizmu i tolerancji.
Ukończyła Wyższą Realną Szkołę Żeńską A. Wereckiej w Warszawie, a następnie w 1922 polonistykę na Uniwersytecie Warszawskim, napisanej pracy doktorskiej nie obroniła (na skutek konfliktu z promotorem). W czasie studiów opublikowała swój pierwszy esej Kiść bzu.
W 1923 wyszła za mąż „z przyjaźni” za Jerzego Krzywickiego, syna socjologa i rzecznika praw kobiet Ludwika Krzywickiego. Razem z mężem zdecydowała o otwartym charakterze ich związku i niedługo po ślubie wyjechała na Korsykę z kochankiem, Walterem Hasencleverem, poetą i dramaturgiem. Szanowała i ceniła swojego męża oraz dążyła do utrzymania tego małżeństwa, które oceniała jako udane. Urodziła synów Piotra (1927–1943) i Andrzeja (1937–2014). W latach 1928–1930 wybudowała w Podkowie Leśnej pod Warszawą awangardowy dom letni, tzw. Szklany Dom, który był także jej mieszkaniem w czasie okupacji. Krzywicka utworzyła w jednym z pokoi tego domu pierwszą podkowiańską bibliotekę publiczną (dziś zbiory sygnowane pieczęcią Szklana Willa znajdują się w Muzeum w Stawisku).

### Feministka i aktywistka społeczna
Irena Krzywicka była autorką kilku powieści, tłumaczyła m.in. utwory H.G. Wellsa, Frischa (Homo Faber) i Dürrenmatta, popularyzowała w Polsce twórczość Marcela Prousta. Przełomem okazała się dla niej współpraca z Tadeuszem Boyem-Żeleńskim, w którym zakochała się. Ten pozamałżeński głośny związek, a także wspólna z kochankiem działalność na rzecz upowszechnienia edukacji seksualnej i kontroli urodzeń, uczyniły z Krzywickiej najbardziej znaną działaczkę feministyczną okresu przedwojennego. Poruszała kwestie dostępności antykoncepcji, aborcji, dojrzewania seksualnego, równości seksualnej kobiet i homoseksualizmu. Domagała się polepszenia warunków życia więźniów. Głosiła tolerancję dla homoseksualizmu, który określała jako „odwrócenie instynktu płciowego”. Domagała się legalizacji aborcji, aby zlikwidować groźne dla życia kobiet podziemie aborcyjne.
Wspólnie z Boyem-Żeleńskim otworzyła w Warszawie Poradnię Świadomego Macierzyństwa – klinikę, w której udzielano bezpłatnych porad dotyczących świadomego macierzyństwa; założyła dodatek do Wiadomości Literackich pt. Życie Świadome, który propagował edukację seksualną i w którym publikowały takie pisarki jak m.in. Zofia Nałkowska, Maria Pawlikowska-Jasnorzewska i Wanda Melcer.
Była obiektem ataków ze strony środowisk prawicowych, które zarzucały jej „szkodzenie narodowi”, atakowali ją także znani pisarze liberalni, tacy jak Jan Lechoń, Maria Dąbrowska i Jarosław Iwaszkiewicz, którzy protestowali przeciwko dominacji kwestii seksualnych w jej twórczości.

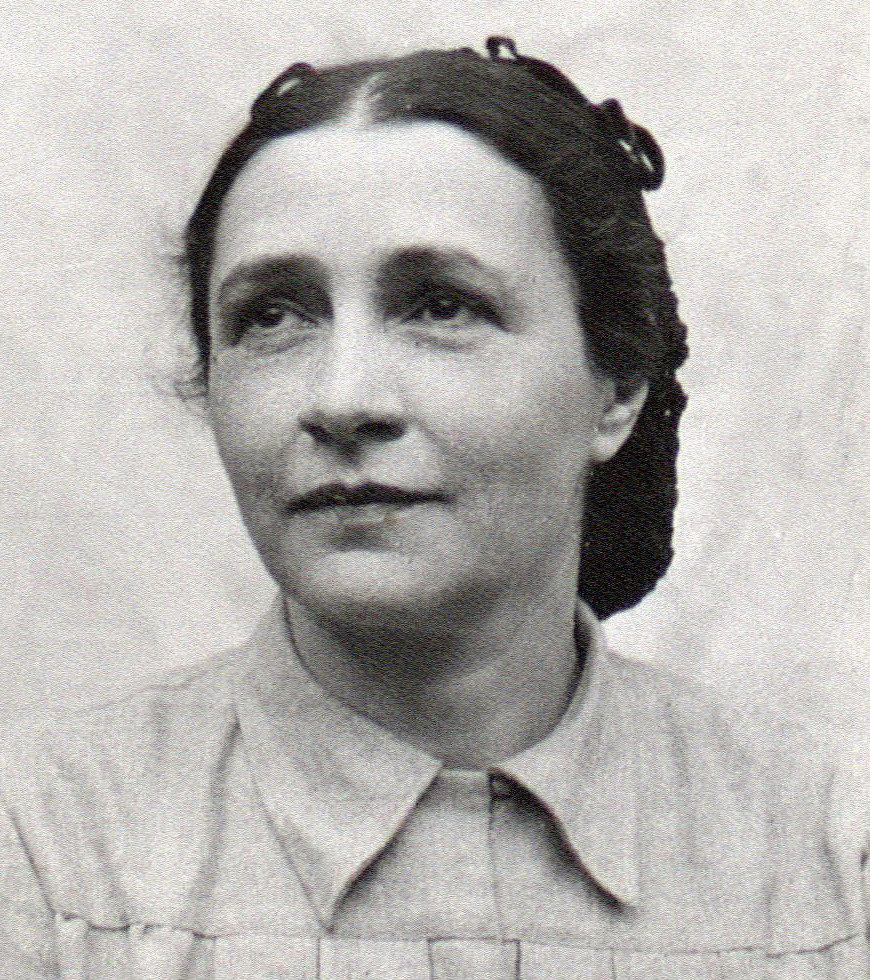
Irena Krzywicka w latach okupacji niemieckiej

W latach 30. XX wieku pisała reportaże sądowe, m.in. z głośnego procesu przeciwko Ricie Gorgonowej, w których wyrażała wątpliwości wobec winy oskarżonej. Jako pierwsza zarzuciła profesorowi medycyny sądowej Janowi Stanisławowowi Olbrychtowi „przyczynienie się do skazania niewinnej kobiety”, co zainicjowało dalsze ataki prasowe w niego wymierzone. Pośrednio w tej sprawie (już po zakończeniu II wojny światowej) została skazana wyrokiem sądu za pomówienie innej osoby mającej związek z procesem Gorgonowej.

### Wojna i emigracja

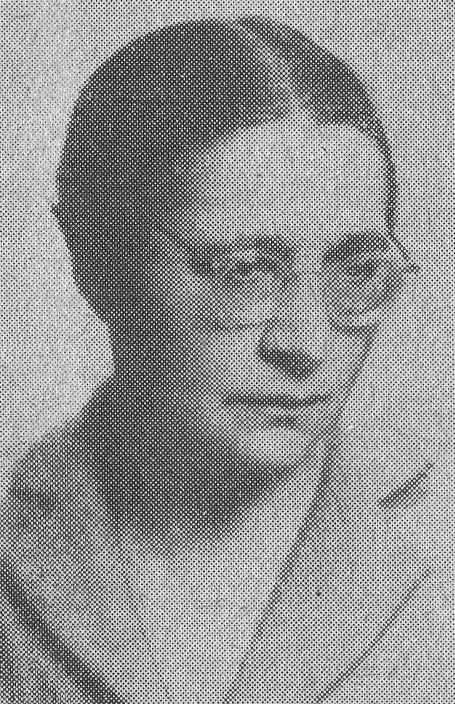
Irena Krzywicka (ok. 1961)

Podczas II wojny światowej Krzywicka ukrywała się pod nazwiskiem Piotrowska ze względu na żydowskie pochodzenie. Współpracowała z AK, straciła najbliższe osoby: męża prawdopodobnie zginął  w Dergaczach k. Charkowa, kochanka (zamordowanego we Lwowie) oraz syna Piotra.
Po wojnie pracowała między innymi jako attaché kulturalna w ambasadzie polskiej w Paryżu (1945–1946). Po powrocie do kraju pisała recenzje teatralne dla 
Rzeczypospolitej. Była członkinią Związku Literatów Polskich, po 1956 członkinią Zarządu Głównego tej organizacji. W 1954 została radną miasta Warszawy. W latach 1955–1962 prowadziła w Warszawie znany salon literacki.
W 1962 ze względu na karierę syna Andrzeja, który otrzymał stypendium Fundacji Forda, wyjechała wraz z nim z kraju, najpierw do Szwajcarii, a później do Francji i nigdy już nie wróciła do Polski. Mieszkała pod Paryżem, najdłużej w Bures-sur-Yvette, gdzie też zmarła. W 1992 opublikowała swoją ostatnią i najbardziej popularną (5 wydań) książkę autobiograficzną Wyznania gorszycielki.
Pochowana jest w grobowcu rodzinnym na cmentarzu ewangelicko-augsburskim w Warszawie (aleja 50, grób 4).

## Ordery i odznaczenia
- Złoty Krzyż Zasługi (11 lipca 1946)[10]
- Medal 10-lecia Polski Ludowej (19 stycznia 1955)[11]

## Najważniejsze dzieła
- Pierwsza krew nakładem Księgarni F. Hoesicka, Warszawa 1930 (od 1948 pod nowym tytułem Gorzkie zakwitanie), wzn. Wydawnictwo Krytyki Politycznej, Warszawa 2008, ISBN 978-83-61006-30-5.
- Sekret kobiety, Towarzystwo Wydawnicze „Rój”, Warszawa 1933
- Sąd idzie, reportaże sądowe, Towarzystwa Wydawniczego „Rój” 1935, wzn. „Czytelnik”, Warszawa 1998 ISBN 83-07-02657-1.
- Zwycięska samotność. Kobieta szuka siebie, Towarzystwo Wydawnicze „Rój”, Warszawa 1935
- Co odpowiadać dorosłym na drażliwe pytania, eseje, Towarzystwo Wydawnicze „Rój”, 1936
- Ucieczka z ciemności, nowele, 1939
- Tajemna przemoc, Wydawnictwo Awir, Katowice 1947
- cykl powieści Skuci i wolni:
  - Rodzina Martenów, Czytelnik, Warszawa 1947
  - Bunt Kamila Martena, Czytelnik, Warszawa 1948
  - Siew przyszłości, Czytelnik, Warszawa 1953
- Dzieci wśród nocy, Czytelnik, Warszawa 1948
- Dr Anna Leśna, Czytelnik, Warszawa 1951
- Żywot uczonego. O Ludwiku Krzywickim, Państwowy Instytut Wydawniczy, Warszawa 1951
- Wichura i trzciny, Nasza Księgarnia, Warszawa 1959; Wydawnictwo Poznańskie, Poznań 1975
- Wielcy i niewielcy, wspomnienia, Czytelnik, Warszawa 1960
- Mieszane towarzystwo. Opowiadania dla dorosłych o zwierzętach, Czytelnik, Warszawa 1961, wzn. 1997, ISBN 83-07-02574-5.
- Miłość... małżeństwo... dzieci..., przedruk esejów publ. w latach 1950–1962, Iskry, Warszawa 1962
- Wyznania gorszycielki, autobiografia, Czytelnik, Warszawa 1992, ISBN 83-07-02261-4.
- Kontrola współczesności. Wybór międzywojennej publicystyki społecznej i literackiej z lat 1924–1939, red. Agata Zawiszewska, Wydawnictwo Feminoteki, Warszawa 2008, ISBN 978-83-924783-4-8.
- „Jazgot niewieści” i „męskie kasztele”. Z dziejów sporu o literaturę kobiecą w Dwudziestoleciu międzywojennym, red. i oprac. Joanna Krajewska, Poznań 2010
- Szkoła moralności rozumowej. Wybór międzywojennej publicystyki społecznej i literackiej, oprac. i wstęp Agata Zawiszewska, Wydawnictwo Feminoteki, Warszawa 2013